# Ergasilus hamiltoni
Ergasilus hamiltoni is een eenoogkreeftjessoort uit de familie van de Ergasilidae. De wetenschappelijke naam van de soort is voor het eerst geldig gepubliceerd in 1918 door Southwell & Prashad.